# Менделеевская ГеоТЭС
Менделе́евская ГеоТЭС —  российская геотермальная электростанция, располагающаяся на острове Кунашир около вулкана Менделеева. Установленная электрическая мощность станции составляет 7,4 МВт, станция осуществляет теплоснабжение и электроснабжение Южно-Курильска. Эксплуатируется АО «Мобильные ГТЭС»

## История строительства
В феврале — апреле 1977 года под вулканом произошел рой землетрясений — более 200 толчков — с глубиной очага более 20 км, причиной которых называют факт проведения буровых работ на геотермальном месторождении «Горячий пляж». Также не исключается, что землетрясения могли быть связаны с активизацией магматического очага вулкана на глубине 4-5 км (см. основную статью по вулкану Менделеева).
Начало строительства ГеоТЭС относится к 90-м годам XX века: заказчик-застройщик — Дирекция программы «Курилы», генпроектировщик — ОАО институт «Сахалингражданпроект», генподрядчик — ЗАО «Энергия Южно-Курильская». Хронология строительства:
- 1993 год — начало строительства
- 2002 год — введен в эксплуатацию первый пусковой комплекс «Менделеевской ГеоТЭС» мощностью 1,8 МВт в составе энергомодуля «Туман-2А» и станционной инфраструктуры.
- 2003 год — построена и введена в эксплуатацию линия электропередачи 35 кВ протяженностью 12,3 км, смонтирован второй энергомодуль «Туман-2А».
- 2006 год — ГеоТЭС должна была быть выведена на полную проектную мощность (3,6 МВт) за счет пуска второго энергомодуля.
- 2007 год — ввод в эксплуатацию III очереди теплоснабжения, обеспечивающей 100 % потребность в тепле пгт. Южно-Курильск.

Развитие источников нетрадиционной энергетики на Курильских островах и освоение геотермальных источников — одно из направлений федеральной целевой программы «Социально-экономическое развитие Курильских островов (Сахалинская область) на 2007—2015 годы», утверждённой Постановлением Правительства РФ от 9 августа 2006 г. № 478.

Федеральная поддержка социально-экономического развития Курильских островов осуществлялась в рамках Федеральной целевой программы «Социально-экономическое развитие Курильских островов Сахалинской области (1994—2005 годы)», утверждённой Постановлением Правительства Российской Федерации от 17 декабря 2001 г. N 872… В рамках реализации мероприятий Программы в энергетическом комплексе введены в эксплуатацию: … на острове Кунашир — Менделеевский энергетический комплекс (ГеоТЭС «Менделеевская») мощностью 1,8 МВт… В пос. Южно-Курильске необходимо закончить строительство Менделеевской ГеоТЭС мощностью 3,6 МВт. С введением объекта в эксплуатацию экономия угля составит 7 — 10 тыс. тонн в год, а дизельного топлива — более 4 тыс. тонн в год..— Постановление Правительства РФ от 9 августа 2006 г. № 478
На конец 2010 года установленная электрическая мощность станции составляет 3,6 МВт. В ноябре 2011 года начались работы по модернизации комплекса с целью увеличения мощности до 7,4 МВт.
В 2016 году Менделеевская ГеоТЭС была временно выведена из эксплуатации в связи с модернизацией, вновь начала работу в 2019 году, при этом мощность станции была увеличена до 7,4 МВт По состоянию на ноябрь 2017 года станция находилась на завершающем этапе модернизации.